# 托斯特
托斯特（Towcester，/ˈtoʊstə/，TOE-stə）是英格蘭的一個城鎮，位於北安普敦郡的南部。這個地名來自於古英語中的Tófe-ceaster。